# Procharagia coomani
Procharagia coomani är en fjärilsart som beskrevs av Pierre E.L. Viette 1949. Procharagia coomani ingår i släktet Procharagia och familjen rotfjärilar. Inga underarter finns listade i Catalogue of Life.